# Come & Go
Come & Go è un singolo del rapper statunitense Juice Wrld e del DJ statunitense Marshmello, pubblicato il 9 luglio 2020 come quarto estratto dal terzo album in studio di Juice Wrld Legends Never Die.

## Video musicale
Il video musicale, reso disponibile l'11 luglio 2020, è stato diretto da Steve Cannon.

## Tracce
Testi e musiche di Jarad Higgins e Marshmello.
1. Come & Go – 3:25

## Formazione
- Juice Wrld – voce
- Marshmello – produzione
- Max Lord – ingegneria del suono
- Manny Marroquin – missaggio
- Chris Galland – assistenza al missaggio
- Jeremie Inhaber – assistenza al missaggio
- Robin Florent – assistenza al missaggio
- Tatsuya Sato – mastering

## Classifiche

### Classifiche settimanali
| Classifica (2020) | Posizione massima |
| ----------------- | ----------------- |
| Australia         | 4                 |
| Austria           | 15                |
| Belgio (Fiandre)  | 47                |
| Belgio (Vallonia) | 63                |
| Canada            | 4                 |
| Danimarca         | 15                |
| Estonia           | 13                |
| Finlandia         | 18                |
| Francia           | 146               |
| Germania          | 38                |
| Grecia            | 22                |
| Irlanda           | 6                 |
| Islanda           | 23                |
| Italia            | 94                |
| Lituania          | 24                |
| Norvegia          | 9                 |
| Nuova Zelanda     | 8                 |
| Paesi Bassi       | 27                |
| Portogallo        | 46                |
| Regno Unito       | 9                 |
| Repubblica Ceca   | 12                |
| Singapore         | 18                |
| Slovacchia        | 34                |
| Stati Uniti       | 2                 |
| Svezia            | 7                 |
| Svizzera          | 21                |
| Ungheria          | 14                |

### Classifiche di fine anno
| Classifica (2020) | Posizione |
| ----------------- | --------- |
| Australia         | 74        |
| Austria           | 41        |
| Canada            | 60        |
| Irlanda           | 50        |
| Stati Uniti       | 54        |
| Ungheria          | 74        |